# Chicura de la Noria
Chicura de la Noria är en ort i Mexiko.   Den ligger i kommunen Mazatlán och delstaten Sinaloa, i den centrala delen av landet, 900 km nordväst om huvudstaden Mexico City. Chicura de la Noria ligger 68 meter över havet och antalet invånare är 122.
Terrängen runt Chicura de la Noria är varierad. Runt Chicura de la Noria är det ganska tätbefolkat, med 139 invånare per kvadratkilometer. Närmaste större samhälle är El Habal, 19,2 km söder om Chicura de la Noria. I omgivningarna runt Chicura de la Noria växer i huvudsak lövfällande lövskog.